# 内田正泰
内田 正泰（うちだ まさやす、1922年6月20日 - 2019年9月12日）は、日本の貼り絵画家。神奈川県横須賀市出身。
洋紙の特性を最大限に活かし、100色以上もの色彩を駆使して、日本の四季折々の風景や郷愁を誘う情景を作り出す。スケッチをせず、心に刻み込まれた風景を直接キャンバスに表現するスタイルで貼り絵を作成した。
作品は永谷園の「あさげ」のパッケージや、「青雲（日本香堂）」のCM、そして坂本冬美『ふるさとの空へ』（2018年）や、南佳孝&杉山清貴『愛を歌おう』（2020年）のアルバムジャケットなどに採用されている。南は「たまたま見つけた夏の田舎の風景画の、はり絵とは思えない繊細さに心を奪われた」と作品から受けた印象を述べている。

## 略歴
- 5、6歳の頃に三浦半島の海辺にあった母方の親戚の家で見た、紅やオレンジ、ブルー系の鮮やかなカニの色や、サクラガイのような透き通る貝殻に「夢のようなもの」を感じていた[6]。
- 白壁の土蔵と青い浦賀水道、房総半島の風景、夏の蝉時雨と波の音に囲まれた環境で過ごしたことや、父親と自転車でコブナ釣りに行った際にブタ小屋の臭いを嗅ぎながら夢中で浮きを見つめ他た時の水の色や流れ、頭上に覆いかぶさる木々といった五感の記憶が後の切り絵作品につながる[6][7]。
- 軍人の家系で[4]、父親は旧制一高を卒業後に海軍の文官（経理学校の教師）を務めていて名筆家だった[8]。
- 父親の筆の動きによって生まれる鯉のぼりの色出しや滲みを間近で見て面白みを感じ、感性が育まれた[6]。
- また、母親が女子美術大学の第一期生だった[8]。
- そのほか遠縁の叔父が鑑定家で日本画家であり[6]、叔父からは「芸術家なんてものは霊感とか、予感とか、人に説明できない能力を備えた人のことだ」という言葉を贈られた[4][6]。
- 中学時代に文部省の枠にとらわれない美術教育を行う先生と出会い、彼が最初の「羅針盤」だったと振り返る[6]。
- 夏休み中に毎日1枚水彩画を描き新学期に30枚の作品を提出すると、先生から満点を与えられた[8]。
- 横浜高等工業学校建築科では中村順平に接し[8]、「夢が見えてきた時、心のときめきがおさまらないうちに筆をとれ」といわれる[7]。
- 1943年、横浜高等工業学校建築科卒業[4]。
- 卒業後、海軍予備学生（海軍航空隊）となる。

自由奔放な性格と感性が厳格な軍規とは合わず、「（戦争に）勝てるわけがない」と記した日記を見られたことで上官に殴られ、片耳の聴力を失った。
- この聴覚障害があったことや、家族や親戚から軍人には向かないと判断されたことから戦地に赴くことはなかったが、多くの友人が硫黄島で命を落とす中、自身は戦地行きを免れ生き延びたことで「何かを残したい」という強い想いを抱くようになった[4][8]。この経験と耳の負傷がその後の創作活動へ導かれる大きな転機となり、自由に「日本の心」を表現することを生涯の目標とした。
- 1953年、カネボウ食品（当時のワタナベ製菓）のPR課に入社[8]。
- 1956年、「アド・アートデザイン研究所」を設立。
- 1958年、日本印刷工業会長賞受賞。以降、カレンダーデザイン部門で日本印刷工業会長賞を8回受賞している。
- 1960年、横浜市からの依頼で成人教育のデザイン指導を行った際、生徒に散財させないという条件から、紙を破いて指導したことがきっかけとなり「はり絵」に目覚める[6]。その時、破いた紙の切口の味わいに魅せられ、この線で日本の感情を表現したいと考えた。油絵や水彩といった既存の技法では、既に先を行く人たちを抜くことは難しいと考え約10年間の試行錯誤を重ねスタイルを確立させていった。
- 1971年、初個展「日本の心」を開催、本格的に貼り絵画家としての活動を始める[9]。
- 永谷園の「あさげ（1974年）」、「ゆうげ（1975年）」「ひるげ（1976年）」「はま吸い」のパッケージデザインを担当[10]。
- 1977年『月刊かながわ』や『PHP』の表紙連載などを手がけた。
- 1982年、NHK総合『ふるさとネットワーク』のタイトルバックを担当。
- 1996年 - 2000年、「青雲（日本香堂）」CMで作品が放映される。
- 2015年6月、神奈川県鎌倉市長谷に「内田正泰記念アートギャラリー」を開館[11]。
- 2019年9月12日、肺炎のため死去[2]。800点以上の作品を遺した[12]。

## 作品について
- 作品に洋紙を使用している。日本の心を表現するには和紙が不可欠という考え方に反発し、あえて洋紙を選んだと述べている[7]。2018年のインタビューの中では「洋紙は色が豊富で100種類ぐらいある。それに縦目と横目があって、切り方により線が変わるから」とも語っている[8]。紙との付き合いの中で様々な技法を発見し、染色した紙の退色防止についても研究を重ねた[7]。
- はり絵で形を造る技術だけ習熟したとしても、形と色の組み合わせだけでは人の心に届く絵は描けないと強調しており、何よりも自然の計り知れない魅力に触れ、それを感受する心が大切だと考えている[7]。風や香り、音といった表現が難しい要素も、リアルかつ多少の誇張（デフォルメ）を加えて表現することで、より次元の高い情緒を伝えられるとしている。
- 自身の絵が「空間がある」と評されることについて、無駄なものはない方が美しく、インパクトがあると考えるからだと説明している。「静寂」という作品では、後ろ向きのカルガモが静かに流れる様子を描き、一つだけ動きのあるものを配置することで、かえって静けさを際立たせる効果を狙ったと解説している[7]。
- 作品「鎮守の杜の四季」について、実際の四季をすべて現地で体験したわけではなく、夏の作品を描いている最中に、春、秋、冬の情景を心の中で描いたと述べている。森の木々の高さや色も、これまでの四季の移ろいから得たノウハウで作り上げたという[7]。
- 数年間、光の当たらない部屋で暮らしていたため「日が当たる部屋に住みたい」と光を求めるようになった経験から、作品の中でも光を大切にしている[8]。

## 出演
- 徹子の部屋（2014年）[13]

## 書籍
- 『はり絵』講談社、1973年。国立国会図書館書誌ID:000001281665。
- 『四季の詩 : 内田正泰作品集』クレオ、1994年。ISBN 4-906371-55-8。
- 『日本の詩：内田正泰作品集』クレオ、2002年。ISBN 4-87736-075-1。
- 『こころの詩 : 四季の彩り : 内田正泰はり絵画文集』日貿出版社、2011年。ISBN 978-4-8170-3862-3。（新装版：2023年。ISBN 978-4-8170-2230-1）
- 『光と風の詩-季節の彩り : 内田正泰はり絵画文集』日貿出版社、2015年。ISBN 978-4-8170-2024-6。
- 『内田正泰はり絵の世界 : 日本の情景・春夏秋冬 : 発想から制作へ』日貿出版社、2023年。ISBN 978-4-8170-2226-4。

### 共著
- 池田小百合、内田正泰（挿絵）『童謡・唱歌風だより』春陽堂書店、2004年。ISBN 4-394-90226-6。